# 君田村
君田村（きみたそん）は、かつて広島県の北東部にあった村。双三郡に属した。
2004年4月1日に三次市と甲奴郡甲奴町、双三郡の全6町村（吉舎・三良坂・三和各町及び君田・作木・布野各村）が新設合併して改めて三次市が設置されたことに伴い、廃止した。

## 村名の由来
- 君田村は市町村制施行（1889年4月1日）と同時に三次郡の7つの村が対等合併して成立した村であるが、中心部をなす地域（西入君・東入君）の「君」とその北に存在する地域（泉吉田・櫃田・茂田）の「田」を採って命名された。

## 沿革
- 1889年4月1日 市町村制施行。君田村域には当時三次郡君田村のみが存在した。以後115年間単独村政が続く。
- 1898年10月1日 三谿・三次両郡が統合して双三郡が成立したことに伴い君田村は双三郡の村になる。
- 1952年8月1日 地理的事情から東入君字橋堅（はしがため）を比婆郡口南村（現：庄原市口和町常定）に割譲する。
- 2004年4月1日 三次市と甲奴郡甲奴町、双三郡の全町村の新設合併による新・三次市成立に伴い廃止となる。

## 歴代村長
- 初代 ： 宍戸保（1889年6月 - 1905年5月）
- 2代 ： 渋川隆（1905年6月28日 - 1913年6月22日）
- 3代 ： 錦織善作（1913年10月12日 - 1917年10月7日）
- 4代 ： 錦織英夫（1918年4月17日 - 1926年4月16日）
- 5代 ： 梅木是一（1927年12月20日 - 1935年1月31日）
- 6代 ： 宍戸厚（1935年3月9日 - 1937年8月16日）
- 7代 ： 米田隆（1938年3月1日 - 1946年2月28日）
- 8代 ： 田辺健二（1946年3月27日 - 1947年4月5日）
- 9代 ： 田中斉（1947年4月10日 - 1959年4月30日）
- 10代 ： 米澤議八（1959年5月1日 - 1967年4月30日）
- 11代 ： 堀江吉壮（1967年5月1日 - 1975年4月30日）
- 12代 ： 小川一二三（1975年5月1日 - 1987年4月30日）
- 13代 ： 藤原清隆（1987年5月1日 - 2004年3月31日）

## 主要施設
- 三次市君田支局
- 君田小・中学校
- 君田図書館
- 保健センター
- 君田折り紙博物館

## 地理

### 河川（いずれも江の川支流）
- 西城川
- 萩川
- 神野瀬川

### 山
- 船山（標高939.7m）
- 冠山（標高843.8m）
- 大暮山（標高820m）
- 八頭が丸（標高813.9m）
- 高山（標高803.2m）
- 伊久利山（標高798.9m）
- 大谷山（標高728m）
- 安田山（標高728m）
- 明谷山（標高724m）
- 判官山（標高707m）
- 宮東山（標高680m）
- 高幡山（標高664.8m）
- 狐塚山（標高507.0m）
- 東山（標高470.3m）
- 西山（標高463.4m）
- 藪谷山（標高373.2m）

## 名所・旧跡
- 神之瀬峡
- 道の駅ふぉレスト君田

## 産業
- 農業が主力産業である。

## 大字（2004年3月31日当時のデータ）
- 石原（いしはら）
- 泉吉田（いずみよしだ）
- 西入君（にしいりぎみ）
- 東入君（ひがしいりぎみ）
- 櫃田（ひつた）
- 藤兼（ふじかね）
- 茂田（もだ）

## 交通（2004年3月31日当時のデータ）

### 鉄道
村内には通っていない。最寄り駅はJR芸備線・三江線三次駅である。

### 道路
国道
村内には通っていない。
主要地方道
- 広島県道39号三次高野線
- 広島県道62号庄原作木線

一般県道
- 広島県道186号新市三次線
- 広島県道435号木呂田本郷線
- 広島県道456号下門田泉吉田線

## 教育（2004年3月31日当時のデータ）

### 小学校
- 君田村立君田小学校

### 中学校
- 君田村立君田中学校